# Jan Bošina
Jan „Honza“ Bošina, češki glasbenik, * 14. april 1940, † 10. maj 2004.

## Kariera
Leta 1964 je skupaj z Zdeňkom Skarlandtom, Františkom Proškom in njegovim bratom ustanovil skupino Mustangové, kjer je bil pevec. Skupino je zapustil leta 1974 skupaj z Ivanom Mládkom, ki je s skupino deloval od leta 1970, ko je že tudi sam vodil svojo skupino.
Po odhodu iz Mustangov se je Bošina pridružil Banjo Bandu, kjer je igral tolkala (predvsem perilnik), violino, proizvajal zvočne efekte in pel.
Skupino je zapustil leta 1981, po izidu albuma Guten Tag!.
Umrl je 10. maja 2004.